# Eton Manor

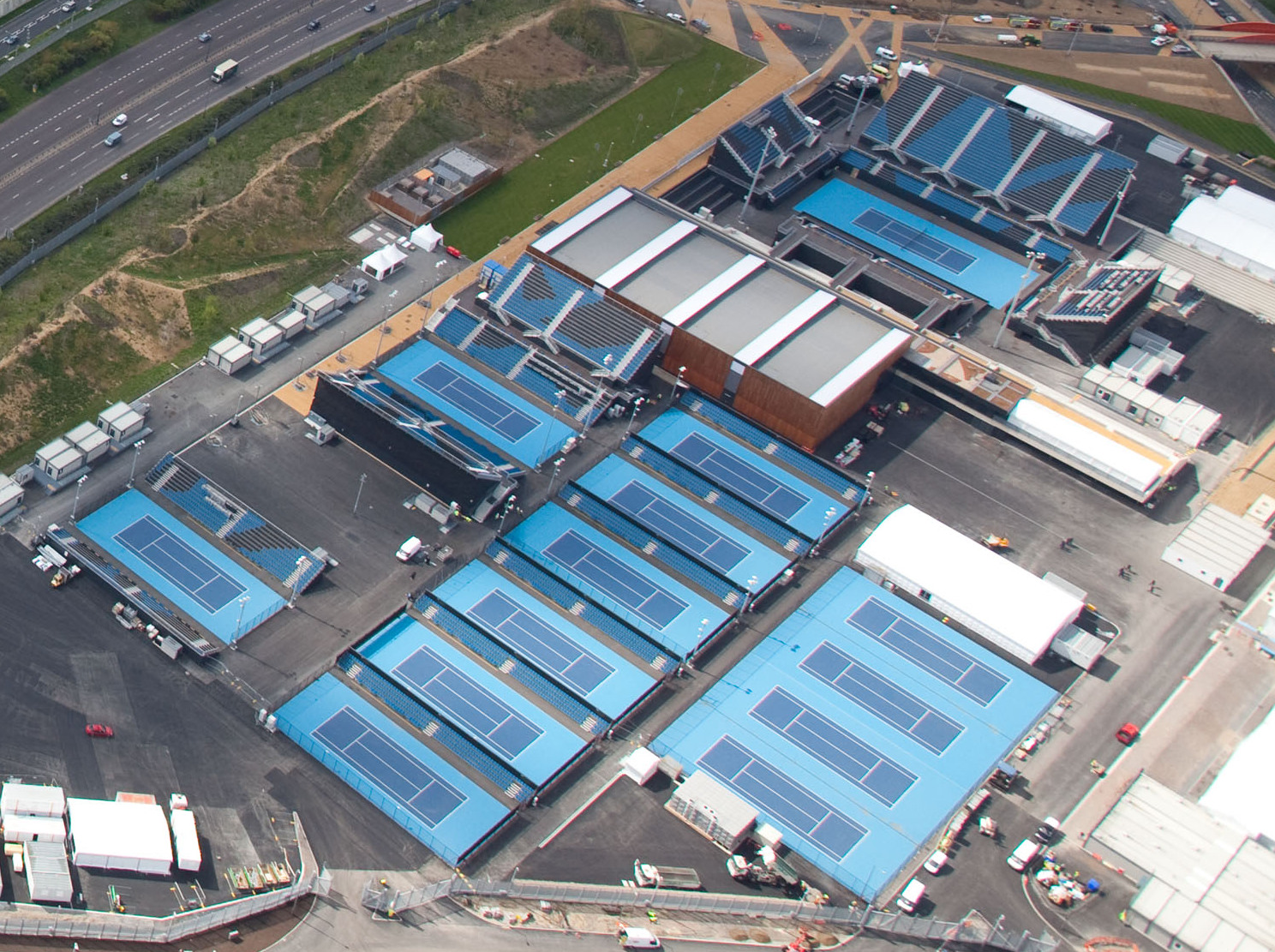
Eton Manor v dubnu 2012

Eton Manor je sportovní a rekreační centrum v Londýně, jedno z olympijských a paralympijských sportovišť, které se nachází v severní části londýnského olympijského parku v Leytonu v londýnské čtvrti Waltham Forest.
Areál je zbudován na místě, kde v minulosti působil stejnojmenný sportovní klub Eton Manor, který již definitivně zanikl v roce 2001.
V době Paralympijských her 2012 se areál stal sportovištěm pro soutěže tenistů na vozíčku. V období konání Letních olympijských her 2012 pak komplex sloužil jako pomocné tréninkové a relaxační sportoviště určené zejména pro tenisty, plavce, sportovkyně závodící v synchronizovaném plavání, závodníky soutěžící ve vodním pólu a pro plavecký trénink moderních pětibojařů.
Součástí tohoto areálu je celkem 13 venkovních tenisových dvorců s tvrdým umělým povrchem v modré barvě (9 soutěžních a 4 tréninkové), část z nich byla zde zřízena pouze dočasně. Po skončení Paralympijských her 2012 došlo na jejich místě k instalaci dvou travnatých fotbalových hřišť. Zůstala zde jen část tenisových dvorců, včetně  hlavního kurtu s kapacitou pro 5 000 diváků.
V komplexu se nachází také tři padesátimetrové plavecké bazény určené pro relaxaci a trénink sportovců (olympioniků i paraolympioniků) a jeden další menší bazén určený pro vodní pólisty a plavkyně soutěžící v synchronizovaném plavání.
Původní plány také počítaly s dřevem obloženou krytou halou, jejíž kapacita měla činit 15 000 diváků, s využití pro tenis a lední hokej.